# Гутнийское наречие
Гутнийское наречие (готландское наречие/диалект, новогутнийское наречие, современный гутнийский; швед. Gutniska) — одна из разновидностей скандинавских языков, прямое продолжение древнегутнийского языка, представлявшего одну из отдельных ветвей в развитии скандинавских языков. Однако в течение последних веков пережил сильное влияние шведского языка, прослеживаемое на всех уровнях языковой системы. Поэтому на данный момент неясно, считать ли гутнийский отдельным языком (что подтверждается историческими и частично структурными факторами) или же наречием шведского языка (на что указывают этносоциокультурные критерии).
Не следует путать гутнийский с готландским говором современного шведского, на котором говорит большинство современных жителей Готланда.
Гутнийским как вторым языком владеют примерно 5-10 тысяч человек.

## Территория
Гутнийский распространён в основном на юго-востоке острова Готланд и в некоторых районах острова Форё. Известны два основных диалекта: собственно готландский или гутнийский (Gutamål) и форёйский (Fåroymal). Последний считается более архаичным.

## Фонетика
Гутнийский сохранил древние дифтонги, например, /ai/ в слове «stain» (швед. sten, англ. stone) или /oy/ в слове «doy» (швед. dö, англ. die). Долгие гласные в нем подверглись дифтонгизации, за исключением /а:/, которое сохранилось. Во всех других скандинавских языках оно лабиализовалось. Согласные /g, k, sk/ перед гласными переднего ряда сохранились неизменными и не подверглись палатализации.

## Сравнение с другими германскими языками
| русский  | нидерландский | норвежский (букмол) | норвежский (нюношк) | датский | немецкий | гутнийский | исландский | шведский |
| -------- | ------------- | ------------------- | ------------------- | ------- | -------- | ---------- | ---------- | -------- |
| глаз     | oog           | øye                 | auga                | øje     | Auge     | auge       | auga       | öga      |
| слышать  | horen         | høre                | høyre               | høre    | hören    | hoyre      | heyra      | höra     |
| спать    | slapen        | sove                | sove                | sove    | schlafen | sive       | sofa       | sova     |
| злой     | kwaad         | ond                 | vond                | ond     | übel     | aumb       | vondur     | ond      |
| корабль  | schip         | skip                | skip                | skib    | Schiff   | skip       | skip       | skepp    |
| петь     | zingen        | synge               | syngja              | synge   | singen   | singe      | syngja     | sjunga   |
| высокий  | hoog          | høy                 | høg                 | høj     | hoch     | haug       | hár        | hög      |
| правый   | recht         | høyre               | høgre               | højre   | rechts   | hygar      | hægri      | höger    |
| лодка    | boot          | båt                 | båt                 | båd     | Boot     | bat        | bátur      | båt      |
| через    | over          | over                | over/yver           | over    | über     | yvar       | yfir       | över     |
| стрелять | schieten      | skyte               | skyta/skjota        | skyde   | schießen | skjaute    | skjóta     | skjuta   |